# Antran
Antran – miejscowość i gmina we Francji, w regionie Nowa Akwitania, w departamencie Vienne.
Według danych na rok 1990 gminę zamieszkiwało 978 osób, a gęstość zaludnienia wynosiła 41 osób/km² (wśród 1467 gmin regionu Poitou-Charentes Antran plasuje się na 319. miejscu pod względem liczby ludności, natomiast pod względem powierzchni na miejscu 284.).